# Peder Lunde, Jr.
Pour les articles homonymes, voir Lunde.
Peder Lunde, Jr., né le 9 février 1942 à Oslo, est un skipper norvégien. 
Il remporte la médaille d'or aux Jeux olympiques d'été de 1960 avec Bjørn Bergvall sur le voilier Sirene, en classe Flying Dutchman. Aux Jeux olympiques d'été de 1968, il est médaillé d'argent en classe Star avec Per Olav Wiken.
Il fait partie d'une grande famille de skippers ; il est le fils de Peder Lunde et de Vibeke Lunde (vice-champions olympiques en 1952), , le petit-fils d'Eugen Lunde (champion olympique en 1924) et le neveu de Børre Falkum-Hansen (vice-champion olympique en 1952).